# Kalongan (Purwodadi)
Kalongan is een bestuurslaag in het regentschap Grobogan van de provincie Midden-Java, Indonesië. Kalongan telt 9652 inwoners (volkstelling 2010).